# The Fish Files
The Fish Files est un jeu vidéo d'aventure en pointer-et-cliquer développé par 7th Sense et édité par Microïds, sorti en 2001 sur Game Boy Color.

## Accueil
- Adventure Gamers : 3/5[1]
- Jeuxvideo.com : 18/20[2]